# Mineriaden

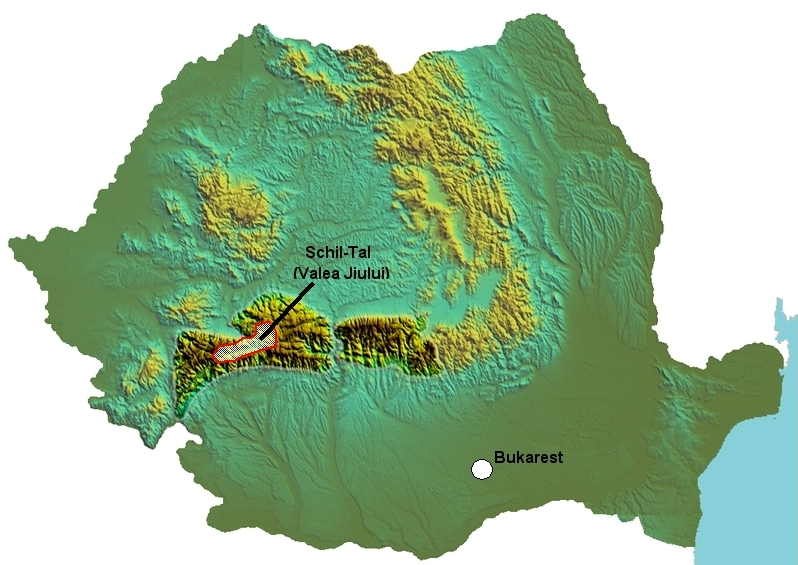
Lage des Schiltals in Rumänien

Als Mineriaden (rumänisch Singular Mineriada, Plural Mineriade, von rumänisch Miner „Bergmann“) werden mehrere gewaltsame Protestaktionen bezeichnet, die in den 1990er Jahren in Rumänien überwiegend von Bergarbeitern aus dem Schiltal (rumänisch Valea Jiului) durchgeführt wurden. Ihre politischen Zielsetzungen waren unterschiedlich, die Hintergründe und Drahtzieher sind teilweise nach wie vor unbekannt.
In den ersten drei Mineriaden im Jahr 1990 gingen in der Hauptstadt Bukarest die Bergleute tätlich gegen Gegner des zunächst provisorisch amtierenden, später offiziell gewählten Präsidenten Ion Iliescu vor, möglicherweise in dessen Auftrag, auf jeden Fall mit seiner Billigung. Hierfür erhielten sie materielle und arbeitsrechtliche Vergünstigungen (Lohnerhöhung, Zuweisung von Lebensmitteln, Arbeitszeitreduzierung).
In der Mineriade des Jahres 1991 übten die Bergarbeiter Druck auf die Regierung von Ministerpräsident Petre Roman aus, die daraufhin zurücktreten musste.
Davon zu trennen sind die beiden Mineriaden des Jahres 1999. In der ersten davon protestierten die Bergleute gegen die von der Regierung geplanten Grubenschließungen und den damit drohenden Arbeitsplatzverlust. Die zweite richtete sich gegen eine gerichtliche Verurteilung des Gewerkschaftsführers Miron Cozma. Im Gegensatz zu den Mineriaden 1990/91, deren Hauptereignisse sich in Bukarest zutrugen, spielte sich das Geschehen 1999 auf dem Weg der Bergarbeiter nach Bukarest ab, das heißt in der walachischen Provinz.

## Vorgeschichte
Das Schiltal ist eine gebirgige Region am Oberlauf des gleichnamigen Flusses im Kreis Hunedoara, im Südwesten Siebenbürgens. Hier lebten und arbeiteten zur Zeit der Herrschaft der Kommunistischen Partei (PCR) mehrere zehntausend Kohlebergarbeiter mit ihren Familien. Die hier meist in Untertagebauen, unter schwierigen Verhältnissen und mit veralteter Technik geförderte Kohle war ein wichtiger Faktor in der Energieversorgung des Landes. Ein Teil der Bergleute sah sich bewusst als Vertreter der Arbeiterklasse und versuchte schon vor 1989, Einfluss auf das politische Geschehen zu nehmen. Im August 1977 war es hier aus Unzufriedenheit mit den Arbeits- und Lebensbedingungen zu Unruhen gekommen. Um ähnlichen Ereignissen künftig vorzubeugen, ließ der Diktator Nicolae Ceaușescu anschließend die Belegschaften der Gruben durch Mitarbeiter des Geheimdienstes Securitate unterwandern. In dieser Zeit wurde auch der spätere Anführer der Bergleute, Miron Cozma, als Bergbauingenieur im Schil-Tal angestellt. Beobachter schließen daraus, dass Cozma Zuträger der Securitate gewesen sein könnte, was jedoch nicht belegt ist.
Im Dezember 1989 wurde Nicolae Ceaușescu in einer blutigen Revolution gestürzt. Die Nationale Rettungsfront (FSN) unter Ion Iliescu, einem Funktionär der Rumänischen Kommunistischen Partei (PCR), übernahm die Macht, die zu diesem Zeitpunkt noch nicht demokratisch legitimiert war. Nach Ansicht seiner Gegner plante Iliescu, ein neues autoritäres Regime zu etablieren, das überwiegend aus gemäßigten ehemaligen PCR-Kadern bestand. Dagegen formierte sich eine Opposition unter Führung mehrerer neu- bzw. wiedergegründeter bürgerlicher Parteien.

## Die sechs Mineriaden im Einzelnen

### Erste Mineriade (28.–29. Januar 1990)
Die Nationale Rettungsfront stellte sich in den ersten Tagen nach der Revolution als eine politisch neutrale Sammlungsbewegung dar, die den Übergang Rumäniens zur Demokratie sicherstellen wolle. Am 23. Januar 1990 gab ihr Führungsgremium jedoch bekannt, bei den kommenden Parlamentswahlen kandidieren zu wollen. Vertreter von neugegründeten, außerhalb der Rettungsfront stehenden Parteien (besonders der Nationalliberalen Partei [PNL] und der Nationalen Bauernpartei [PNȚ-CD]) interpretierten dies als einen Versuch, die Macht zu monopolisieren und riefen zu Demonstrationen auf, die ab dem 24. Januar in Bukarest stattfanden. Die Machthaber der Rettungsfront riefen über das Fernsehen und andere Massenmedien Arbeiter dazu auf, den Demonstranten gegenüberzutreten. Etwa 5.000 Bergleute aus dem Schil-Tal kamen mit ihrem Führer Miron Cozma in die Hauptstadt. Dort stürmten und beschädigten sie die Parteizentralen der Oppositionsparteien.

### Zweite Mineriade (18.–19. Februar 1990)

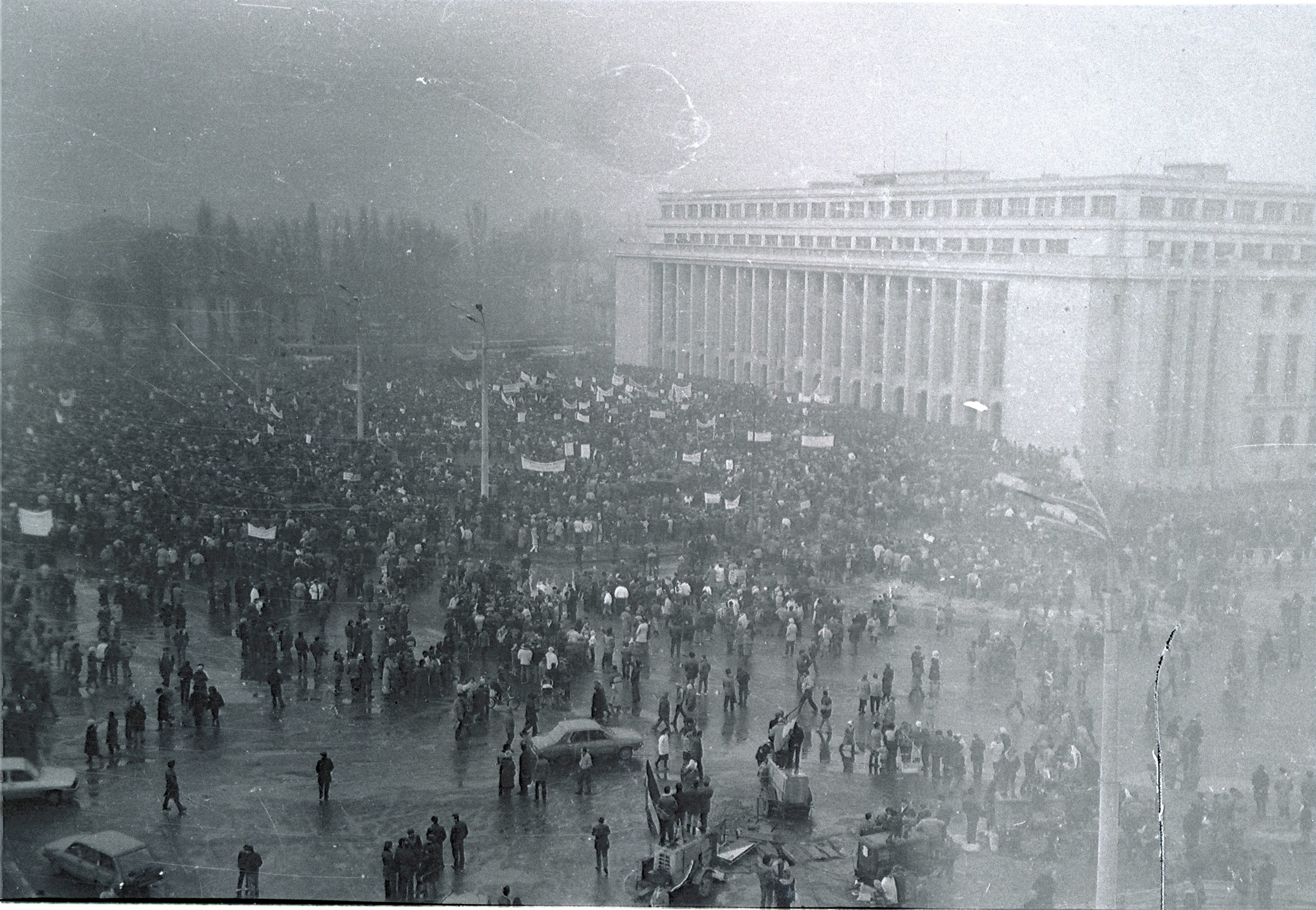
Mineriade vor dem Victoria-Palast im Februar 1990

Nach der ersten Mineriade zogen sich mehrere angesehene Bürgerrechtler und Dissidenten (unter anderem die Schriftstellerin Ana Blandiana) aus der Nationalen Rettungsfront zurück, der sie eine zu große Nähe zum Ceaușescu-Regime vorwarfen. Nur wenige Wochen später demonstrierten in Bukarest erneut zahlreiche Menschen gegen Iliescu und die Nationale Rettungsfront. Am 18. Februar 1990 fand auf der Piața Victoriei eine größere, zunächst friedliche Kundgebung mit (nach verschiedenen Angaben) zwischen 5.000 und 20.000 Teilnehmern statt. Aus deren Reihen kam es schließlich zu Gewalttätigkeiten gegen das Gebäude des Außenministeriums und zur Besetzung einiger Büros. Der Vizepremierminister der provisorischen Regierung, Gelu Voican Voiculescu, wurde misshandelt. In der darauffolgenden Nacht trafen etwa 5.000 Bergleute aus dem Schil-Tal ein, um die Regierung zu verteidigen. Sie griffen die noch verbliebenen Demonstranten mit Knüppeln und Stangen an. Im rumänischen Fernsehen wurde über ein zweistündiges Treffen zwischen Iliescu und Vertretern der Bergleute berichtet. Während die Anhänger Iliescus pauschal die Demonstranten für die Ausschreitungen beschuldigten, machten diese Provokateure aus den Reihen des ehemaligen Geheimdienstes Securitate hierfür verantwortlich.

### Dritte Mineriade (13.–15. Juni 1990)

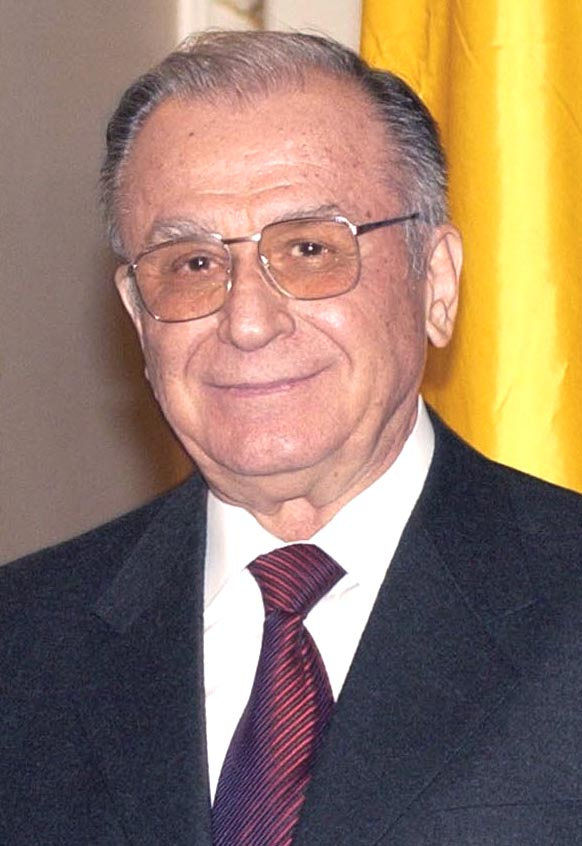
Ion Iliescu

Die dritte Mineriade im Juni 1990 ist die bekannteste und diejenige mit dem blutigsten Verlauf. Am 20. Mai 1990 hatten Iliescu und seine FSN in den Parlaments- und Präsidentschaftswahlen klar gesiegt. Die zuvor lebhaften Proteste der bürgerlichen Opposition flauten nach den Wahlen stark ab; lediglich auf dem Bukarester Universitätsplatz verblieben einige Dutzend Dauerdemonstranten, die dort in Zelten übernachteten, den Platz zu einer „kommunismusfreien Zone“ deklarierten und teilweise einen Hungerstreik begannen. Eine ihrer Hauptforderungen war, den Punkt 8 der Proklamation von Timișoara umzusetzen. Demnach hätten Funktionäre der ehemaligen Kommunistischen Partei (und damit ein großer Teil der aktuellen Machthaber, einschließlich Ion Iliescu selbst) keine Regierungsämter ausüben dürfen.
Nach gescheiterten Verhandlungen kam es am 11. Juni zu gewalttätigen Demonstrationen. Mehrere Versuche der Polizei, den Platz zu räumen, schlugen fehl und wurden von einigen Demonstranten – meist Studenten – mit Gewalt beantwortet. Sie griffen unter anderem das Polizeihauptquartier und die Zentrale des rumänischen Fernsehens an. Am 13. Juni begannen zunächst reguläre Sicherheitskräfte (Armee und Polizei), den Universitätsplatz zu räumen. Ion Iliescu rief öffentlich dazu auf, die Demokratie vor „faschistischen Rebellen“ zu schützen. Am Morgen des 14. Juni trafen etwa 7.000 Bergleute mit Sonderzügen aus dem Schil-Tal in Bukarest ein und übernahmen praktisch die Gewalt über die Stadt. Die Bergarbeiter schlugen – angeblich unterstützt durch frühere Securitate-Mitarbeiter – auf die Demonstranten ein. Später attackierten sie auf offener Straße Personen, die sie für Regierungsgegner hielten. Dabei beurteilten sie nach Berichten von Augenzeugen vom äußeren Anblick, wer der Opposition zuzurechnen sei; hierzu gehörten zum Beispiel Intellektuelle. Wie schon im Januar, wurden die Zentralen der beiden größten Oppositionsparteien verwüstet. Auch mehrere oppositionelle Zeitungsredaktionen wurden angegriffen. Zusätzlich kam es zu pogromartigen Ausschreitungen von Gruppen der Bergleute gegenüber Roma.
Umstritten ist, ob die Regierung und Ion Iliescu die Bergleute direkt nach Bukarest beorderten oder ob von den Bergleuten – wie von ihnen selbst behauptet – ein spontaner Entschluss gefasst wurde, dem allgemeinen Aufruf Iliescus, die Demokratie zu verteidigen, Folge zu leisten. Sicher ist, dass sich offizielle Stellen in Bukarest um die Versorgung und Unterbringung der Bergleute kümmerten. Nach einigen Berichten gelang es Regierungsvertretern und regulären Ordnungskräften, die Bergleute von einer Ausweitung der Gewaltakte abzuhalten. Diese wurden bei ihren Aktionen von einem Teil der Bukarester Bevölkerung angestachelt und unterstützt.
Nach dem Ende der Unruhen lobte Ion Iliescu die wieder abziehenden Bergleute als „eine starke Kraft mit großer Disziplin“. Wenige Tage später – bei seiner offiziellen Amtseinführung am 20. Juni – versuchte er, sich von den illegalen Aktionen der Bergarbeiter zu distanzieren. Offiziellen Angaben zufolge kamen bei den Kämpfen vom 13. bis zum 15. Juni sechs Menschen ums Leben, hunderte wurden verletzt. Oppositionelle Journalisten berichteten von wesentlich höheren Opferzahlen; Belege hierfür gibt es nicht.

### Vierte Mineriade (24.–27. September 1991)

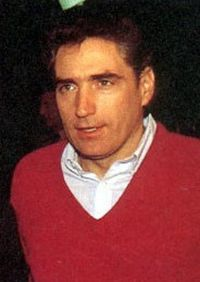
Petre Roman

Nach Monaten der relativen politischen Stabilisierung traten in Rumänien zunehmend wirtschaftliche Probleme zu Tage, die auch die Bergarbeiter des Schil-Tales betrafen. So kam es zu steigender Arbeitslosigkeit und zu einer ausgeprägten Inflation. Die nach der dritten Mineriade von der Regierung gemachten Zusagen über höhere Löhne und bessere Arbeitsbedingungen waren nicht eingehalten worden. Der durchschnittliche Monatslohn eines Bergmanns betrug in dieser Zeit umgerechnet 53 US-Dollar.
Am 24. September 1991 besetzten viele Bergleute das Rathaus von Petroșani, der größten Stadt im Schil-Tal. Vom Balkon rief Miron Cozma dazu auf, nach Bukarest zu ziehen, um dort die politisch Verantwortlichen unter Druck zu setzen. Etwa 10.000 Personen reisten aus dem Schil-Tal in die Hauptstadt, ein Teil von ihnen in zwei beschlagnahmten Eisenbahnzügen. In Bukarest angekommen, verlangten sie Verhandlungen mit Ministerpräsident Petre Roman, der dies jedoch verweigerte. Das wiederum veranlasste die Bergleute zu gewaltsamen Ausschreitungen, die vier Tage andauerten. Sie stürmten den Regierungssitz sowie das Parlament und lieferten sich Straßenschlachten mit der Polizei und der Armee. Dabei wurden sie von einigen Einwohnern der Hauptstadt unterstützt. Die Regierung von Petre Roman, die ein ehrgeiziges wirtschaftliches Reformprogramm umsetzen wollte, sah keinen Spielraum für finanzielle Zugeständnisse an die Bergarbeiter und trat am 26. September zurück. Ion Iliescu war in der Zwischenzeit ebenso zur Zielscheibe der Unzufriedenheit vieler Bergleute geworden; auch sein Rücktritt wurde von einem Teil der Protestierenden gefordert. Er konnte aber nach Verhandlungen die Rückkehr der Bergleute ins Schil-Tal erreichen. Cozma behauptete später, dass ein Teil der Bergleute den Präsidentenpalast und damit auch Iliescu habe angreifen wollen. Er habe dies jedoch verhindern können. Bei den Auseinandersetzungen wurden drei Menschen getötet und 137 verletzt.
Die politische Situation im Land hatte sich 1991 gegenüber dem Vorjahr komplett geändert; dies zeigte sich auch daran, dass Studentenführer, die noch 1990 von den Bergarbeitern misshandelt worden waren, nunmehr an deren Seite demonstrierten. Wenige Tage nach den Ereignissen der vierten Mineriade feierten Delegierte eines Kongresses der christdemokratischen Partei PNȚ-CD die Bergleute, die im Vorjahr noch mehrfach die Parteizentrale angegriffen hatten.
Ein Teil der politischen Beobachter glaubt, dass Ion Iliescu mit dem Bergarbeiteraufstand sich des Ministerpräsidenten Roman entledigen wollte, mit dem er sich wegen differierender wirtschaftlicher und politischer Ansichten überworfen hatte.

### Fünfte Mineriade (18.–23. Januar 1999)

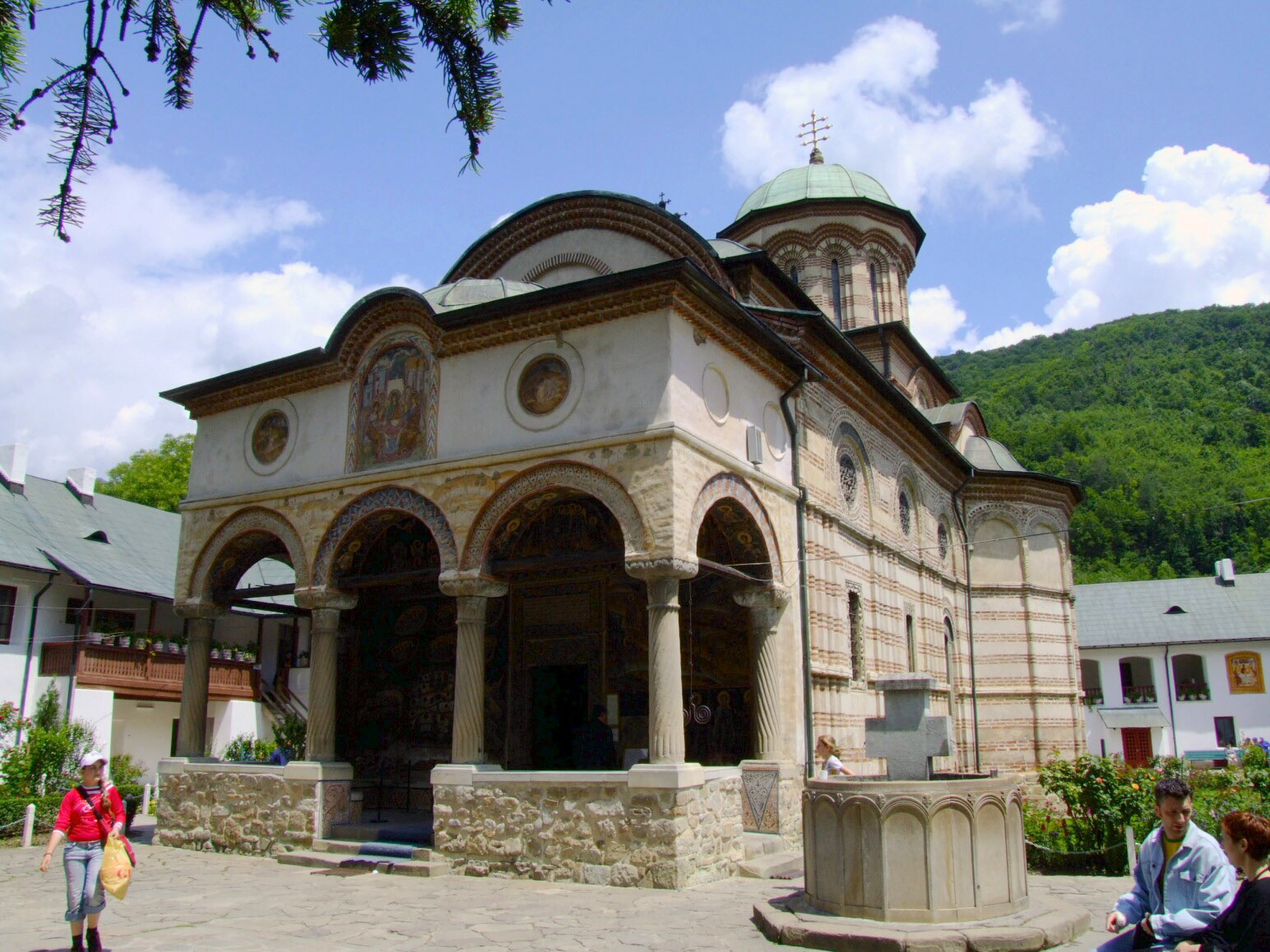
Das Kloster Cozia

Nach der vierten Mineriade war es über mehrere Jahre zu keinen Auseinandersetzungen zwischen den Bergleuten und anderen Institutionen gekommen, die über das Schil-Tal hinaus größere Bedeutung hatten. 1994, 1996 und 1997 streikten die Arbeiter für höhere Löhne und Renten.
Miron Cozma hatte 1997 und 1998 wegen unerlaubten Waffenbesitzes im Zusammenhang mit der vierten Mineriade 18 Monate im Gefängnis gesessen. Er nutzte sein Ansehen bei den Gewerkschaftsmitgliedern, um eigene wirtschaftliche Interessen zu verfolgen. Dabei gelangte er zu beträchtlichem Wohlstand. Von Kritikern wurde ihm vorgeworfen, enge Verbindung zur organisierten Kriminalität zu haben. Politisch näherten sich Cozma und seine Bergarbeiter den Positionen des extremistischen Politikers Corneliu Vadim Tudor und dessen Großrumänienpartei an. Cozma war zeitweise stellvertretender Parteivorsitzender, gab diese Funktion jedoch Anfang 1999 auf, um nach eigenen Aussagen politisch unabhängig zu sein.
Im August 1998 begannen zwischen Bergarbeitergewerkschaften und der Regierung – die inzwischen von bürgerlichen Kräften dominiert wurde – Verhandlungen über Lohnerhöhungen, die sich in die Länge zogen. Im Dezember 1998 beschloss die Regierung von Ministerpräsident Radu Vasile, zwei unrentable Kohlegruben im Schil-Tal zu schließen, in denen 2.000 Arbeiter beschäftigt waren. Die Gewerkschaften reagierten hierauf zu Jahresbeginn 1999 mit einem Streik. Sie forderten außer ihrer Weiterbeschäftigung eine 35-prozentige Lohnerhöhung. Die Bergleute verdienten damals umgerechnet 200 US-Dollar, etwa das Doppelte des rumänischen Durchschnittseinkommens. Als sich die Regierungsseite unnachgiebig zeigte, rief Miron Cozma am 18. Januar 1999 zum „Marsch nach Bukarest“ auf. Die Ordnungskräfte versuchten dies zu verhindern, indem sie das Schil-Tal abriegelten, Sperren an den Straßen und Schienenwegen errichteten und Tränengasgranaten sowie Rauchbomben einsetzten. Die etwa 10.000 Bergarbeiter überwanden diese Hindernisse relativ problemlos; Innenminister Gavril Dejeu trat daraufhin am 19. Januar zurück. In der Stadt Bumbești-Jiu und in vielen anderen Orten solidarisierten sich Einwohner mit den durchziehenden Bergarbeitern und griffen Polizisten an. Über Târgu Jiu rückten die Aufrührer – überwiegend in Bussen – ostwärts vor. Bei Costeşti (Kreis Vâlcea) wurde von etwa 3.400 Sicherheitskräften eine weitere Sperre errichtet, von den Bergleuten am 21. Januar jedoch in einem zweistündigen Kampf überwunden. Dabei wurden 130 Menschen verletzt und etwa 50 Polizisten als Geiseln genommen. Die Bergarbeiter marschierten weiter nach Râmnicu Vâlcea. Zwischen dieser Stadt und Pitești wurde die nächste Straßensperre vorbereitet. Gleichzeitig entschloss sich die Regierung jedoch zu Verhandlungen mit den Bergarbeitern, die am 22. und 23. Januar im Kloster Cozia in der Nähe von Călimănești zwischen Cozma und Ministerpräsident Vasile persönlich geführt wurden. In einem Abkommen erklärte sich die Regierung dazu bereit, die beiden Kohlegruben nicht wie geplant zu schließen. Sie gewährte eine 30-prozentige Lohnerhöhung. Außerdem sagte sie zu, keine Strafverfolgung gegen die am Aufruhr beteiligten Bergleute einzuleiten. Diese kehrten daraufhin ins Schil-Tal zurück.

### Sechste Mineriade (16.–17. Februar 1999)
Wenige Wochen nach der fünften Mineriade – am 15. Februar 1999 – wurde Miron Cozma in Abwesenheit von einem Bukarester Gericht wegen seiner Rolle bei der vierten Mineriade 1991 zu einer Gefängnisstrafe von 18 Jahren verurteilt. Damit weitete das Gericht die bereits verbüßte Strafe von 18 Monaten erheblich aus. Cozma sah das neue Urteil als politisch motiviert an; am 16. Februar begann er mit etwa 2.500 Bergleuten an seiner Seite einen erneuten „Marsch nach Bukarest“. Eine erste Straßensperre beim Ort Brădești (Kreis Dolj) konnten die in etwa 40 Bussen reisenden Bergarbeiter überwinden. Kurze Zeit später wurden sie bei einer gewaltsamen Auseinandersetzung mit der Polizei bei Stoenești (Kreis Olt) gestellt und überwältigt. Dabei kam ein Bergmann ums Leben, zahlreiche Ordnungskräfte und Bergleute wurden verletzt, von letzteren etwa 500 inhaftiert. Cozma versuchte zu fliehen, wurde jedoch noch am 17. Februar in Caracal festgenommen.

## Weitere Entwicklungen

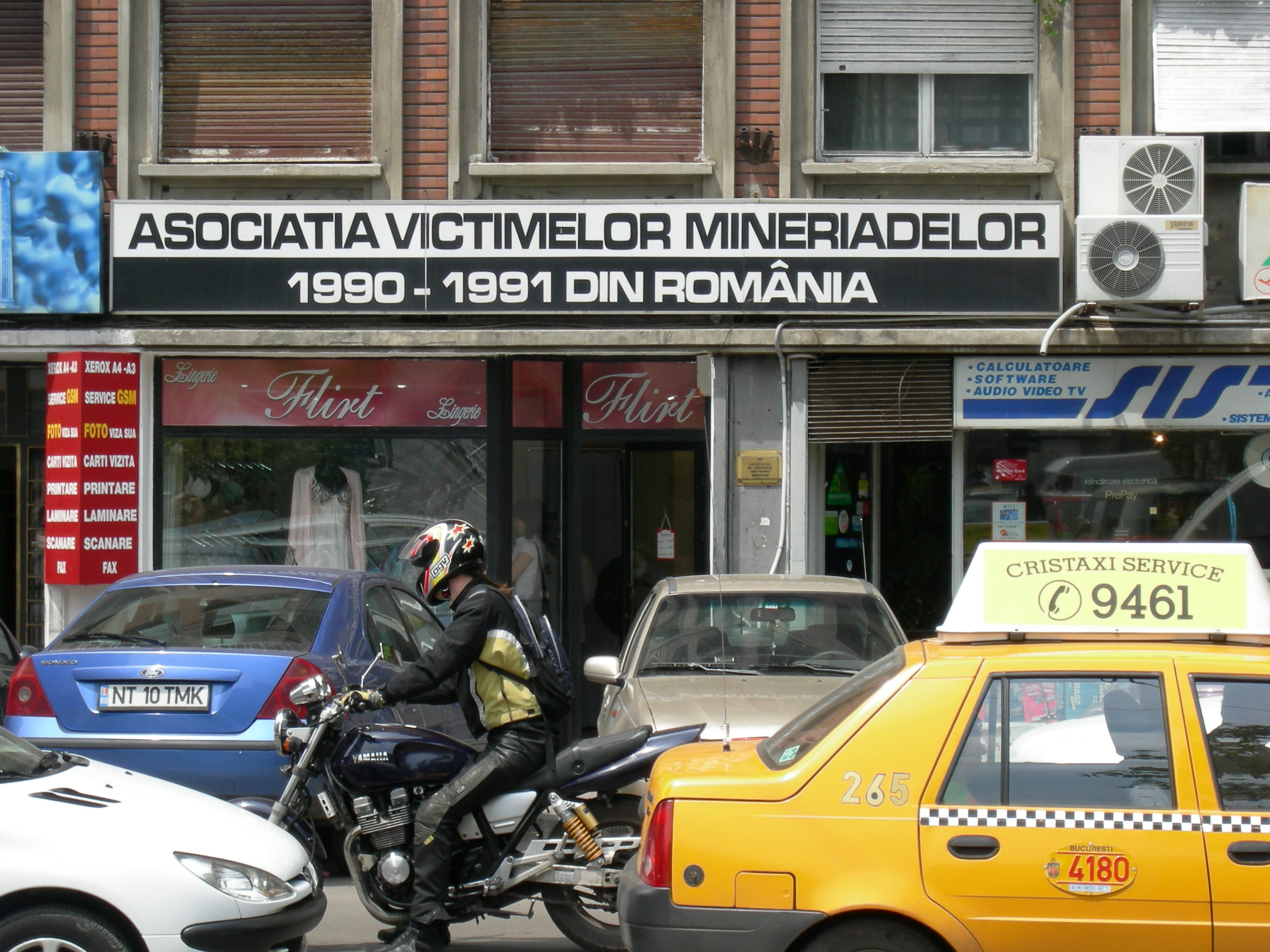
Hauptquartier der Vereinigung der Mineriadenopfer in Bukarest

Nach der Festnahme ihres Anführers Cozma spielten die Bergleute des Schil-Tales keine besondere Rolle mehr in der rumänischen Politik. In den darauffolgenden Jahren wurde ein großer Teil der subventionierten Gruben geschlossen. Die Region ist gekennzeichnet durch eine hohe Arbeitslosigkeit.
Miron Cozma musste die ihm auferlegte Gefängnisstrafe antreten. Der im Jahr 2000 erneut zum Präsidenten gewählte Ion Iliescu begnadigte ihn am 15. Dezember 2004, in den letzten Tagen seiner Amtszeit. Nach nationalen und internationalen Protesten nahm Iliescu diese Begnadigung schon zwei Tage später wieder zurück. Ein Gericht stellte jedoch die Ungültigkeit dieser Revidierung fest; Cozma wurde deshalb im Juni 2005 freigelassen. Doch schon im September desselben Jahres erhielt er eine weitere Strafe von 10 Jahren wegen seiner Rolle bei der fünften Mineriade im Januar 1999. Nach Verrechnung dieses Urteils mit der Vorstrafe hatte er noch 13 Monate Gefängnis zu verbüßen. Cozma wurde im Dezember 2007 entlassen unter der Auflage, für fünf Jahre weder seinen früheren Hauptwirkungsort Petroșani noch die Hauptstadt Bukarest aufzusuchen. Er wollte bei den Präsidentschaftswahlen Ende 2009 antreten, gab dieses Vorhaben wegen aussichtsloser Umfrageergebnisse jedoch frühzeitig auf.